# 冠海豹
冠海豹（學名：Cystophora cristata）是北極的一種海豹。牠們分佈在中及西北冰洋，東臨斯瓦爾巴群島，西至聖羅倫斯灣。

## 特徵
成年公冠海豹的鼻子上有一可以膨脹及凸出的附屬器官。當公冠海豹4歲大時這個凸出物就開始發育。公海豹透過令凸出物膨脹，令其頭部看似大些。成年公海豹平均長2.6米，重410公斤。牠們由出生時就已經有明顯的兩性異形：雌冠海豹是較為細小的，只有2.03米長及重低於300公斤。牠們呈銀色，散佈了黑色及不規則的斑紋。頭部較身體其他部份深色，但沒有斑紋。幼冠海豹出生時長約1米及重24公斤。出生時呈背部灰藍色，腹部呈淡奶白色。

## 習性

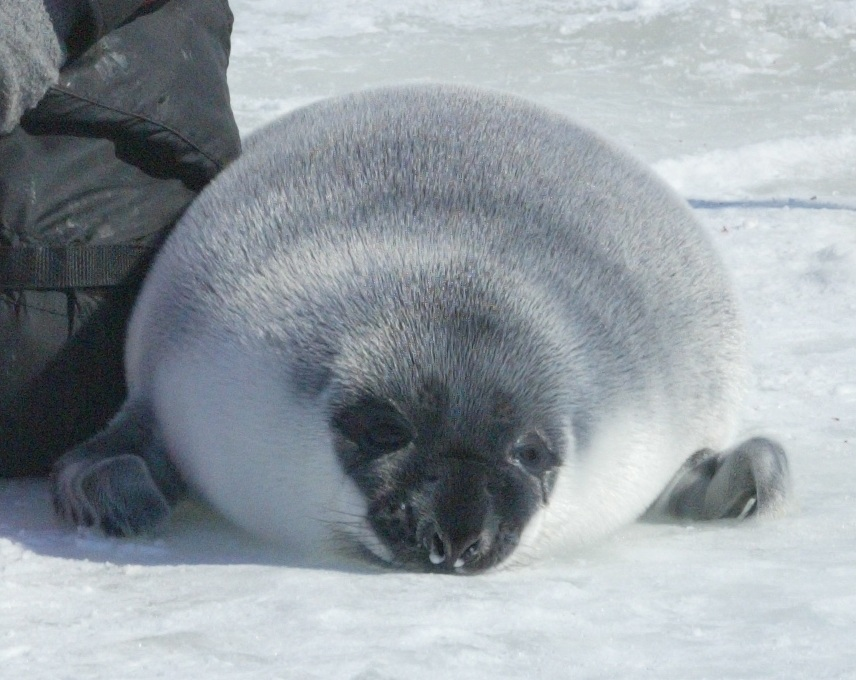
幼冠海豹。

於4月至6月繁殖季節後，冠海豹會遷徙一般長距離覓食，並於6月至8月間回歸到自己脫皮的地方。脫皮後，牠們會在夏末及秋天擴散出外覓食，並於冬末回到繁殖地。牠們有4個繁殖地，包括聖羅倫斯灣、紐芬蘭島東部、戴維斯海峽及近揚馬延島的西部極地。
幼冠海豹會於3月中至4月初出生。幼海豹出生後就會脫去產前的毛皮，到了14個月大就會開始脫皮。母冠海豹只會照顧幼海豹4天(哺乳期最短的哺乳動物，ps:最長的為人類)。在這段時間，幼海豹就足以長大一倍，原因是牠們的奶含有高達60%的脂肪。 雌性幼海豹到了3-6歲就達至成熟，而雄性則要到5-7歲。
冠海豹的壽命一般為30-35歲。

## 外部連結
- SCS
- CRESLI